# Bactrocera passiflorae
Bactrocera passiflorae är en tvåvingeart som först beskrevs av Walter Wilson Froggatt 1911.  Bactrocera passiflorae ingår i släktet Bactrocera och familjen borrflugor. Inga underarter finns listade.